# Крниця (Горє)
Крниця (словен. Krnica) — поселення в общині Горє, Горенський регіон, Словенія. Висота над рівнем моря: 616 м.